# Zastava Aromunov
Zastava Aromunov (vlaško Flãmbura-a armãnjilor) je neuradna etnična zastava, ki jo uporabljajo člani skupnosti Aromunov. Aromuni so etnična skupina z Balkana, ki so razpršeni v Albaniji, Bolgariji, Grčiji, Severni Makedoniji, Romuniji in Srbiji. Ocene števila Aromunov zelo variirajo, od 350.000 do 3 milijone. V nobeni od teh držav, kjer Aromuni živijo, ni uradne aromunske entitete, kar pomeni, da Aromuni nimajo uradno priznanega avtonomnega območja ali določenega političnega statusa znotraj teh držav.

## Opis
Zastava Aromunov je sestavljena iz belega polja z modrim robom. V središču zastave je bel krog, obrobljen z modro barvo, ki je prečkan z vodoravnimi in diagonalnimi modrimi črtami. Armuni iz različnih držav imajo svoje različice te zastave. Med Pariško mirovno konferenco leta 1919 in 1920 so Aromuni uporabljali horizontalno zastavo, sestavljeno iz petih črt: rdeče, rumene, svetlo modre, rumene in črne.
V nekaterih primerih in med nekaterimi skupinami se zastava šteje za 'sveto' in obstajajo stroga pravila o njeni uporabi na porokah. Ta pravila so namenjena ohranjanju spoštovanja in časti, ki jih zastava zasluži in pričakuje se, da se bodo pravila upoštevala.

## Različice
Spodaj sta dve zgodovinski zastavi, ki so jih uporabljali Aromuni:
- Tradicionalna zastava Aromunov, modernizirana
- Zastava Aromunov med Pariško mirovno konferenco[3]